# Faszcze (gmina Kulesze Kościelne)
Faszcze – wieś w Polsce położona w województwie podlaskim, w powiecie wysokomazowieckim, w gminie Kulesze Kościelne.
W latach 1975–1998 miejscowość należała administracyjnie do województwa łomżyńskiego.
Wierni kościoła rzymskokatolickiego należą do parafii  Wniebowzięcia NMP w Sokołach.

## Historia
Wieś założona przez przybyszów herbu Prus II ze wsi Faszcze Jabłoń.
Akta sądowe z roku 1503 notują Mikołaja, syna Andrzeja de Faszcze. Rok później Mikołaj, Wojciech i Mroczesław, synowie Andrzeja, zawarli umowę dziedziczenia dóbr po ojcu. W 1548 roku Piotr, syn Jakóba, układa się z bratankiem swoim Stanisławem, synem Macieja. W następnych latach wymienia się Zachariasza, syna Pawła (1558); Rafała, syna Dobka (1562). W latach 60. XVI w. właścicielami byli między innymi: Mroczesław, syn Marcina i Erazm, syn Wojciecha.
W 1580 wzmiankowano Franciszka i Stanisława Faszczów, synów Michała. Marcin, syn Franciszka, zwał się Faszczewskim.
W roku 1590 dziedziczyli:
- Jan, Fryderyk, Wojciech i Krzysztof, synowie Mikołaja
- Stanisław, Gabryel, Krzysztof, Kasper, Jan i Wojciech, synowie Mojżesza
- Jan i Marcin, synowie Leonarda
- Jerzy, syn Dobiesława
- Klemens, Maciej, Jan, Stanisław, Wojciech i Adam, synowie Jakuba
- Idzi, Rafał i Franciszek, synowie Bronisza
- Michał, syn Stanisława
- Bartłomiej i Mikołaj, synowie Pawła
- Stefan, syn Macieja
- Franciszek i Stanisław, synowie Michała
- Maciej i Jan, synowie Jana
- Jerzy, syn Marcina

W końcu XVI w. notowano Marcina Faszcza, proboszcza w Zawadach oraz Macieja, plebana w Białymstoku.
Herbarz A. Bonieckiego informuje:
- Dominik, syn Jana, dziedzic na Faszczach i Kalinowie, brat Marcina, Jezuity, zabezpieczył 1679 r. sumę żonie swej, Zuzannie z Ciechanowieckich, córce Adama. Tenże Dominik żonaty był 2-o v. z Katarzyną Kruszewską 1685 r.
- Paweł, syn Tomasza, zabezpieczył 1718 r. sumę żonie swej, Konstancyi Makowskiej, córce Bartłomieja
- Piotr, syn Wojciecha, a wnuk Mateusza, sprzedał w 1783 r. część swoją na Faszczach bratankowi swemu Józefowi, synowi Krzysztofa i Petronelli z Wojdanowskich
- Tomasz, syn Antoniego, na Faszczach Faszczewski, nabył części na Kalinowie 1793 r.
- Jan Faszczewski, dziedzic na Faszczach 1685 rok[8]

W roku 1827 w miejscowości 33 domy i 166 mieszkańców.
Pod koniec XIX w. wieś szlachecka, powiat mazowiecki, gmina i parafia Sokoły.
W 1891 w miejscowości 36 drobnoszlacheckich gospodarstw na 133 ha ziemi. Średnie gospodarstwo miało obszar 3,7 ha.
W 1921 roku naliczono 31 domów i 172 mieszkańców.